# Nikol Andonowa
Nikol Andonowa (bulgarisch Никол Андонова, englisch Nikol Andonova; * 25. Januar 2000) ist eine bulgarische Leichtathletin, die in zahlreichen Disziplinen an den Start geht.

## Sportliche Laufbahn
Erste internationale Erfahrungen sammelte Nikol Andonowa beim Europäischen Olympischen Jugendfestival (EYOF) 2015 in Tiflis, bei dem sie im 100-Meter-Lauf mit 12,57 s in der ersten Runde ausschied und auch über 100 m Hürden mit 15,08 s nicht über den Vorlauf hinauskam. 2017 startete sie im 100-Meter-Hürdenlauf bei den U18-Weltmeisterschaften in Nairobi und schied dort mit 13,79 s in der Vorrunde über die U18-Hürden aus. Auch bei den U20-Weltmeisterschaften 2018 in Tampere scheiterte sie mit 14,14 s im Vorlauf über die Hürden und anschließend wurde sie bei den Balkan-Meisterschaften in Stara Sagora in 14,11 s Fünfte. 2021 belegte sie bei den Balkan-Hallenmeisterschaften in Istanbul in 7,55 s den fünften Platz im 60-Meter-Lauf und erreichte im Dreisprung mit 12,47 m Rang elf und klassierte sich mit der bulgarischen 4-mal-400-Meter-Staffel mit 3:51,25 min auf Rang sechs. Im Juli erreichte sie bei den U23-Europameisterschaften in Tallinn das Halbfinale über 100 m Hürden und schied dort mit 13,73 s aus. Im Jahr darauf belegte sie bei den Balkan-Hallenmeisterschaften in Istanbul in 7,44 s den vierten Platz über 60 m und bei den Freiluftmeisterschaften in Craiova gelangte sie mit 11,76 s auf den siebten Platz über 100 Meter und wurde in 24,36 s Fünfte über 200 Meter. 2023 wurde sie bei der 2. Liga der Team-Europameisterschaft im Rahmen der Europaspiele in Chorzów in 13,93 s Fünfte im B-Lauf über 100 m Hürden und gelangte mit der 4-mal-100-Meter-Staffel mit 45,32 s auf Rang fünf. Anschließend belegte sie bei den Balkan-Meisterschaften in Kraljevo in 14,32 s den vierten Platz im C-Lauf über 100 m Hürden. 2025 verpasste sie bei den Balkan-Hallenmeisterschaften in Belgrad mit 8,81 s den Finaleinzug über 60 m Hürden.
In den Jahren 2019 und 2023 wurde Andonowa bulgarische Hallenmeisterin über 60 m Hürden sowie 2021 im Fünfkampf. 2022 und 2023 siegte sie im 60-Meter-Lauf. 2023 wurde sie Landesmeisterin im 100-Meter-Hürdenlauf.

## Persönliche Bestleistungen
- 100 Meter: 11,79 s (−0,4 m/s), 25. Juni 2022 in Bursa
  - 60 Meter (Halle): 7,40 s, 7. März 2022 in Belgrad
- 200 Meter: 24,34 s (0,0 m/s), 10. Juli 2022 in Skopje
- 100 m Hürden: 13,66 s (+0,5 m/s), 21. Mai 2022 in Sofia
  - 60 m Hürden (Halle): 8,47 s, 29. Januar 2023 in Sofia
- Dreisprung: 12,63 m (−0,3 m/s), 14. Juni 2019 in Pitești
  - Dreisprung (Halle): 12,67 m, 7. Februar 2021 in Sofia
- Siebenkampf: 4580 Punkte, 5. Juli 2020 in Sofia
  - Fünfkampf (Halle): 3580 Punkte, 4. März 2021 in Sofia